# Chelemys
Chelemys es un género de roedores de la familia Cricetidae.

## Taxonomía
Este género fue descrito originalmente en el año 1903 por el zoólogo británico Oldfield Thomas. La especie tipo es Akodon megalonyx (hoy Chelemys megalonyx).
Subdivisión
Este género se compone de 3 especies:
- Chelemys macronyx
- Chelemys megalonyx
- Chelemys delfini Cabrera, 1905

En 1978 se propuso rebajar a C. delfini a subespecie de C. megalonyx, aunque otros autores se inclinaron por retener al taxón como especie plena. Ambos pueden diferenciarse por el tamaño corporal.

## Distribución geográfica
Sus especies se distribuyen exclusivamente en el oeste y sur de la Argentina y en el centro y sur de Chile, desde la región de Coquimbo hasta el Estrecho de Magallanes.